# Præsidentvalget i Frankrig 1974
 Der er for få eller ingen kildehenvisninger i denne artikel, hvilket er et problem. Du kan hjælpe ved at angive troværdige kilder til de påstande, som fremføres i artiklen.

Frankrigs præsidentvalg 1974 afholdtes 5. maj og 19. maj 1981.

## Kandidater
|  | Kandidat til det franske præsidentvalg i 1981 | Partiet                                     | Resultatet i første runde af 1981-præsidentvalget | Resultatet i anden runde af 1981-præsidentvalget |
|  | --------------------------------------------- | ------------------------------------------- | ------------------------------------------------- | ------------------------------------------------ |
|  | François Mitterrand                           | Parti Socialiste                            | 43.25%                                            | 49.19%                                           |
|  | Valéry Giscard d'Estaing                      | Union pour la démocratie française          | 32,60%                                            | 50,81%                                           |
|  | Jacques Chaban-Delmas                         | Unionen af demokrater for republikken (UDR) | 15,11%                                            |                                                  |
|  | Jean Royer                                    |                                             | 3.17 %                                            |                                                  |
|  | Arlette Laguiller                             | Lutte ouvrière                              | 2,33%                                             |                                                  |
|  | René Dumont                                   |                                             | 1.32 %                                            |                                                  |
|  | Jean-Marie Le Pen                             | Front National                              | 0.75 %                                            |                                                  |
|  | Émile Muller                                  | Mouvement démocrate-socialiste de France    | 0.69 %                                            |                                                  |
|  | Alain Krivine                                 | Ligue communiste révolutionnaire            | 0.37 %                                            |                                                  |
|  | Bertrand Renouvin                             | Nouvelle Action royaliste                   | 0.17 %                                            |                                                  |
|  | Jean-Claude Sebag                             | Mouvement fédéraliste européen              | 0.16 %                                            |                                                  |
|  | Guy Héraud                                    |                                             | 0.08 %                                            |                                                  |